# Hypera Pharma
Hypera Pharma est un conglomérat brésilien créé en 2001.

## Historique
En novembre 2015, Coty annonce l'acquisition des activités de soins personnels et de beautés de Hypermarcas pour un milliard de dollars.
Hypera Pharma, auparavant connue sous le nom d'Hypermarcas, est la plus grande société pharmaceutique brésilienne en matière de capitalisation boursière. Son siège social est situé à São Paulo. La société était auparavant connue sous le nom d'Hypermarcas, avant un changement de dénomination sociale annoncé en décembre 2017. Le changement de dénomination sociale officiel est en attente d'approbation par l'assemblée générale des actionnaires de la société.
Les principaux segments de marché d'Hypera Pharma sont la santé grand public, la prescription de marque et les génériques de marque.